# Église Saint-Laurent de Primelles
L'église Saint-Laurent est une église catholique située sur la commune de Primelles, dans le département français du Cher, en France.

## Historique
L'église a été initiée au XIIe siècle.
Elle est classée au titre des monuments historiques par arrêté du 8 juillet 1911.